# Скарліно
Скарліно (італ. Scarlino) — муніципалітет в Італії, у регіоні Тоскана, провінція Гроссето.
Скарліно розташоване на відстані близько 175 км на північний захід від Рима, 105 км на південь від Флоренції, 26 км на північний захід від Гроссето.
Населення — 3795 осіб (2014).

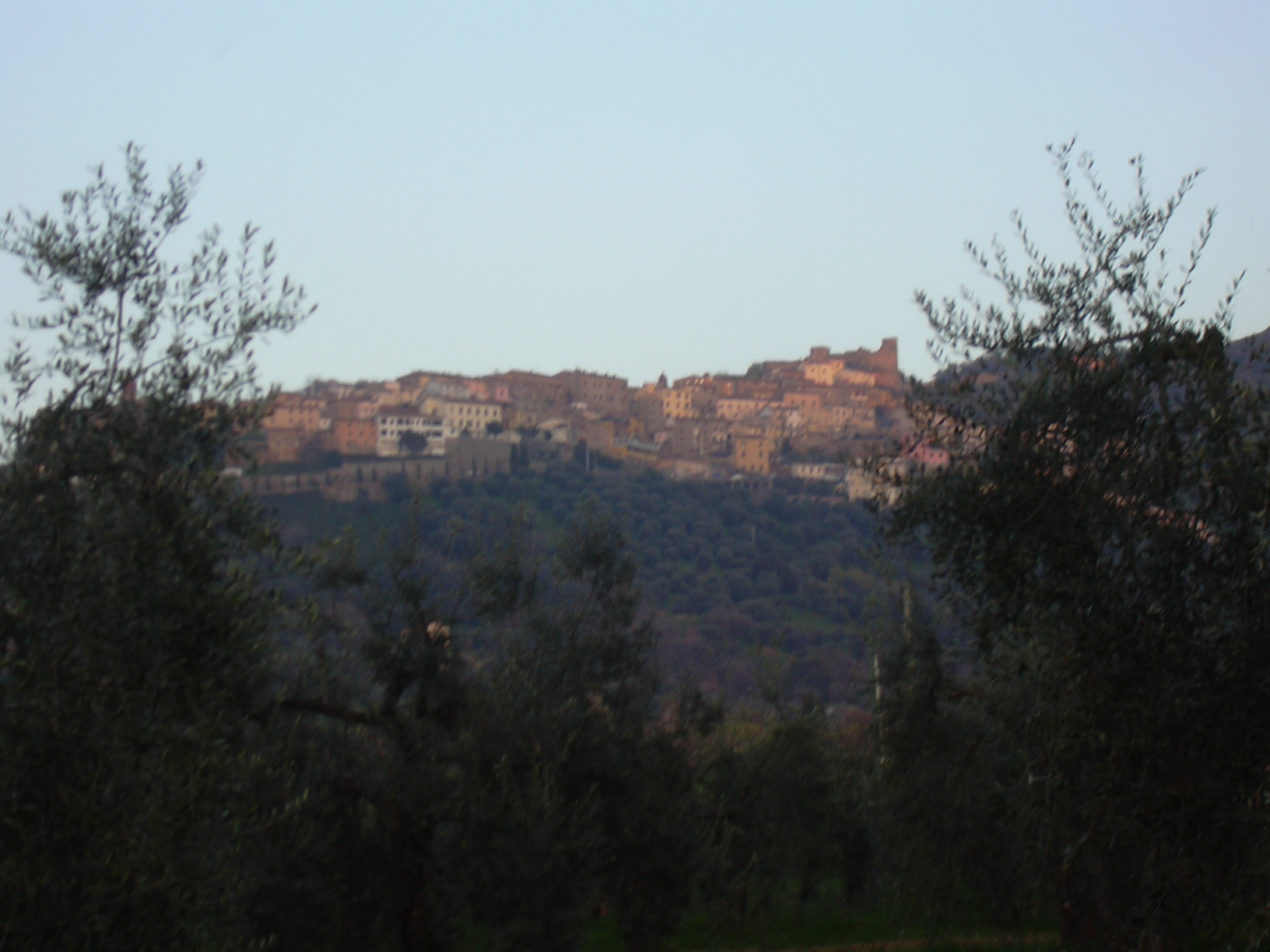

Щорічний фестиваль відбувається 11 листопада. Покровитель — святий Мартин.

## Демографія
Населення за роками:

Станом на 1 січня 2023 року в муніципалітеті офіційно проживало 286 іноземців з 38 країн, серед них 99 громадян країн Євросоюзу та 51 громадянин України.

## Сусідні муніципалітети
- Кастільйоне-делла-Пеская
- Фоллоніка
- Гаворрано
- Масса-Мариттіма